# Дусилова, Ленка
Ленка Дусилова (чеш. Lenka Dusilová; род. 27 декабря 1975 года, Карловы Вары, Чехословакия) — чешская певица, рок-музыкант и автор песен, многократный лауреат премии Anděl.

## Карьера

### Первые годы: 1988—2000
Дусилова начала свою карьеру в 1988 году в составе хора Бамбини ди Прага, в возрасте тринадцати лет после пения в семейной группе RSP вместе с матерью и братом. RSP играл народную музыку на темы чешской и польской поэзии. В 1990-е годы Дусилова была полноправным и приглашенным членом нескольких групп. Дусилова была полноправным и приглашенным членом нескольких групп.
В период с 1991 по 1995 год она возглавляла рок-группу Sluníčko, которая выпустила одноимённый альбом в 1994 году, выиграла конкурс Marlboro Rock '94 и открыла музыкальный фестиваль под открытым небом Гампелл в Швейцарии. В том же году Дусилова была номинирована на премию «Открытие года в Анделе».
В период с 1994 по 1997 год была приглашённым участником рок-группы Lucie. В 1996 году она основала группу Pusa вместе с участниками Lucie Дэвидом Коллером и Мареком Минариком. Их песня «Мука» была номинирована на премию «Ангел» в 1996 году.

### Первые три сольных альбома: 2000—2004
Дусилова получила премию Anděl как певица года в 2000 году, и в том же году она исполнила приглашенный вокал в альбоме группы Čechomor («Чехомор») Proměny, который был спродюсирован Джезом Коулманом, а также с участием Дэвида Коллера на приглашённых барабанах. Заглавный трек альбома получил премию Anděl в 2001 году в номинации «Песня года», а пластинка стала альбомом года. Также в 2000 году она выпустила свой дебютный сольный альбом под названием Lenka Dusilová. Она последовала за ним с помощью Spatřit světlo světa в 2002 году и UnEarthEd в 2004 году. Этот выпуск был её первым, опубликованным в США.

### Mezi Světy и Eternal Seekers: 2005—2008
Альбом Дусиловой 2005 года «Mezi Světy» стал золотым в течение нескольких недель после его выпуска. Она получила премию Anděl 2006 года за лучший рок-альбом, а музыкант получил награду за лучшую певицу. Пластинка была спродюсирована в США и включала Скотта Амендолу на барабанах, среди других американских сессионных музыкантов.
В 2008 году вместе с Беатой Главенковой и фабрикой кларнетов Дусилова запустила проект под названием «Вечные искатели». В том же году они записали одноимённый альбом, за который Дусилова получила премию Anděl в номинации «Лучшая певица». Трек «Smiluje» был использован в качестве вступительной песни к фильму 2011 года «Long Live the Family!» («Да здравствует семья!»), автор: Роберт Седлачек.

### Последующие альбомы и проекты: 2011 — настоящее время
В 2011 году Дусилова выпустила свой пятый сольный студийный альбом под названием Baromantika. Затем она создала одноимённую группу, в которую также вошла коллега по группе Eternal Seekers Беата Главенкова. В 2013 году они выпустили концертный альбом Live at Café v lese, а в 2014 году выпустили студийную запись V hodině smrti.
В 2020 году Дусилова выпустила свой шестой студийный альбом Řeka.

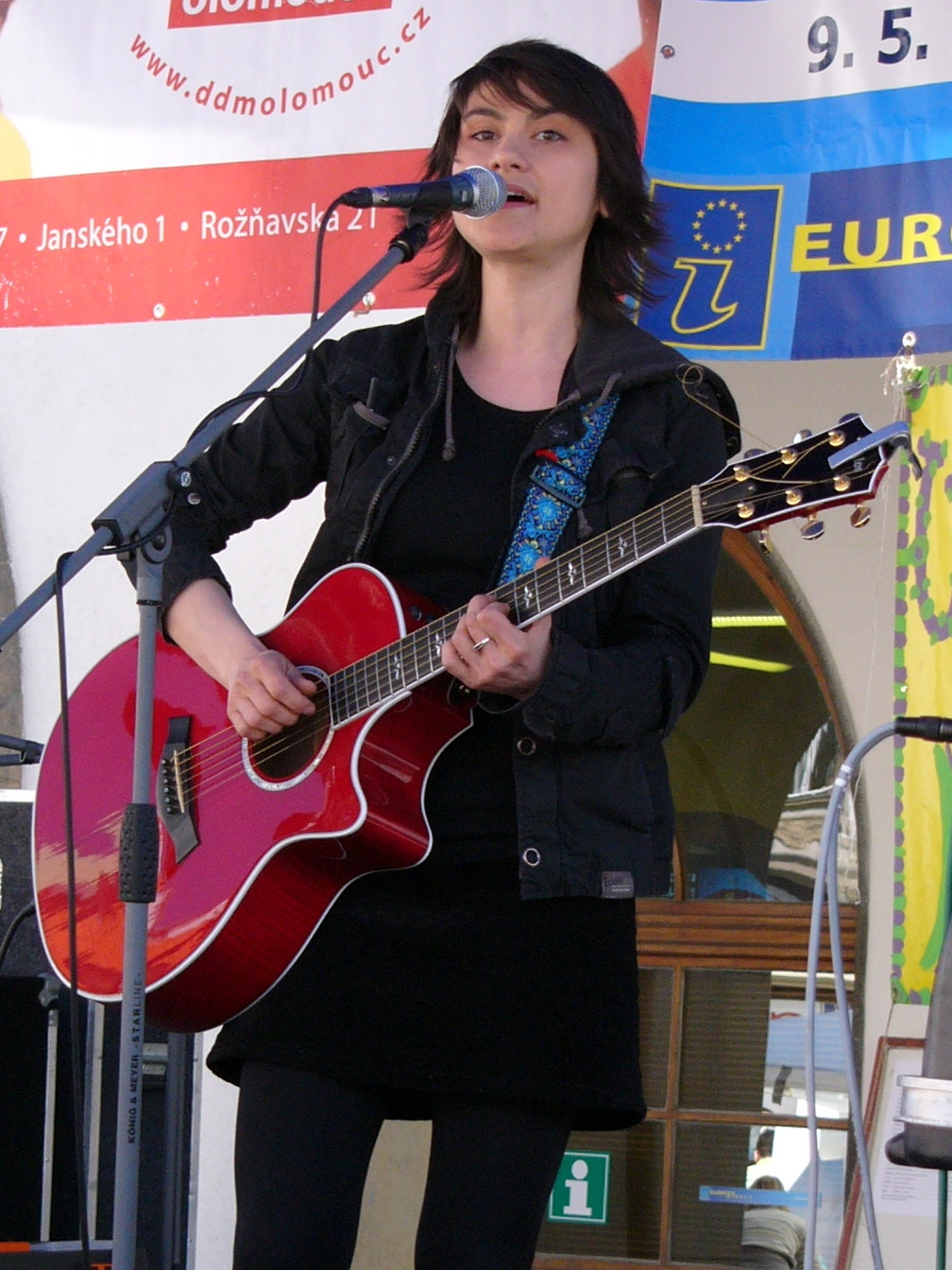
Ленка Дусилова в 2008 году.

## Дискография

### Соло
| - Lenka Dusilová (2000) - Spatřit světlo světa (2002) - UnEarthEd (2004) - Mezi světy (2005) - Mezi světy US version (2006) - Baromantika (2011) - Řeka (2020) - Sluníčko with Sluníčko (1994) - Pusa with Pusa (1996) - Eternal Seekers, с Clarinet Factory и Беатой Главенковой (2008) - Live at Café v lese с Baromantika (2013) - V hodině smrti с Baromantika (2014) | - Déva с Dušan Vozáry (1993) - Lorien с Lorien (1993) - Černý kočky, mokrý žáby в группе Lucie (1996) - Meky с Мирославом Жбиркой (1997) - Smrtihlav с Даниелем Ландой (1998) - Čechomor с группой Čechomor (2000) - Proměny с группой Čechomor (2002) - Čechomor Live с группой Čechomor (2002) - Proměny Tour 2003 с группой Čechomor (2003) - Co sa stalo nové с группой Čechomor (2005) - Rande s panem Bendou с группой Wohnout (2006) - Live u Staré Paní с группой Vertigo quintet (2006) - Dívčí válka с Яном Бурианом (2006) - Muži jsou křehcí с Яном Бурианом (2007) - Polib si dědu с группой Wohnout (2007) - Bob America с Bob America (2007) - Michal Pavlíček a Beatová síň slávy Михал Паличеком (2007) - Bílá velryba с Михалом Хрузой (2007) - Dirty Movie Music с MED (2008) - Joy for Joel с Беатой Главенковой (2009) - Miu Miu с Květy (2010) - Ty Lidi с Ярином Янеком (2011) - V čajové konvici с Květy (2011) - Dobrý časy с Вацлавом Нецкаржем (2012) |

## Награды и номинации
| Год  | Работа             | Награда           | Категория                                  | Результат | Ref    |
| ---- | ------------------ | ----------------- | ------------------------------------------ | --------- | ------ |
| 1994 | Сама               | Anděl             | Открытие года                              | Номинация |        |
| 1996 | «Muka» группы Pusa | Anděl             | Песня года                                 | Номинация |        |
| 2000 | Сама               | Anděl             | Певица года                                | Победа    | [ 5 ]  |
| 2003 | Сама               | Anděl             | Певица года                                | Номинация | [ 6 ]  |
| 2005 | Сама               | Anděl             | Певица года                                | Победа    | [ 7 ]  |
| 2006 | Mezi světy         | Anděl             | Альбом года — рок                          | Победа    |        |
| 2006 | Сама               | Anděl             | Певица года                                | Победа    | [ 8 ]  |
| 2006 | Сама               | Óčko Music Awards | Лучший отечественный певец                 | Победа    |        |
| 2007 | Сама               | Anděl             | Певица года                                | Номинация |        |
| 2008 | Сама               | Anděl             | Певица года                                | Победа    | [ 9 ]  |
| 2011 | Сама               | Anděl Awards      | Female Singer of the Year                  | Победа    | [ 10 ] |
| 2011 | Baromantika        | Anděl             | Альбом года                                | Номинация | [ 10 ] |
| 2013 | Сама               | Anděl             | Певица года                                | Победа    |        |
| 2020 | Сама               | Anděl             | Певица года                                | Победа    |        |
| 2020 | Řeka               | Anděl             | Альбом года                                | Победа    |        |
| 2020 | «Vlákna»           | Anděl             | Песня года                                 | Победа    |        |
| 2020 | Řeka               | Anděl             | Альбом года — альтернативные и электронный | Номинация |        |